# Nicu Constantinescu
Nicu I. Constantinescu (născut Nicu Chințescu; n. 1840, Craiova, Țara Românească – d. 21 aprilie 1905) a fost un politician român de orientare liberală,  primar al orașului Buzău de 5 ori (între 1883-1888, 1889-1890, 1890-1892, 1895-1899 și 1901-1905) și deputat din partea PNL în mai multe legislaturi.

## Date biografice
Nicu Constantinescu (după numele înainte de adopție, Nicu Chintescu), fiul lui Ion și Pantelia. S-a născut în anul 1840 la Craiova, unde a urmat studiile primare și liceale. A urmat, la București, Facultatea de Drept.
A îmbrățișat cariera juridică fiind mai întâi subprefect al județului Dolj, apoi, din 1867, a venit la Buzău ca director al Prefecturii.S-a căsătorit cu Maria, fiica unui comerciant din Buzău, Nicola (Nae) Aur. În certifictul de căsătorie din data de 12 februarie 1867, Nae I. Constantinescu este menționat ca june, funcționar, cu domiciliul în comuna Craiova, fiu al decedaților Ion Constantinescu și Pantelia Ion, născut la Craiova, în 1839. Soția sa Maria N. Aur, jună, de profesie liberă, fiica lui Nae și a Tarsiției, era născută la Brăila, în 1851.pp.7

## Primar al Buzăului

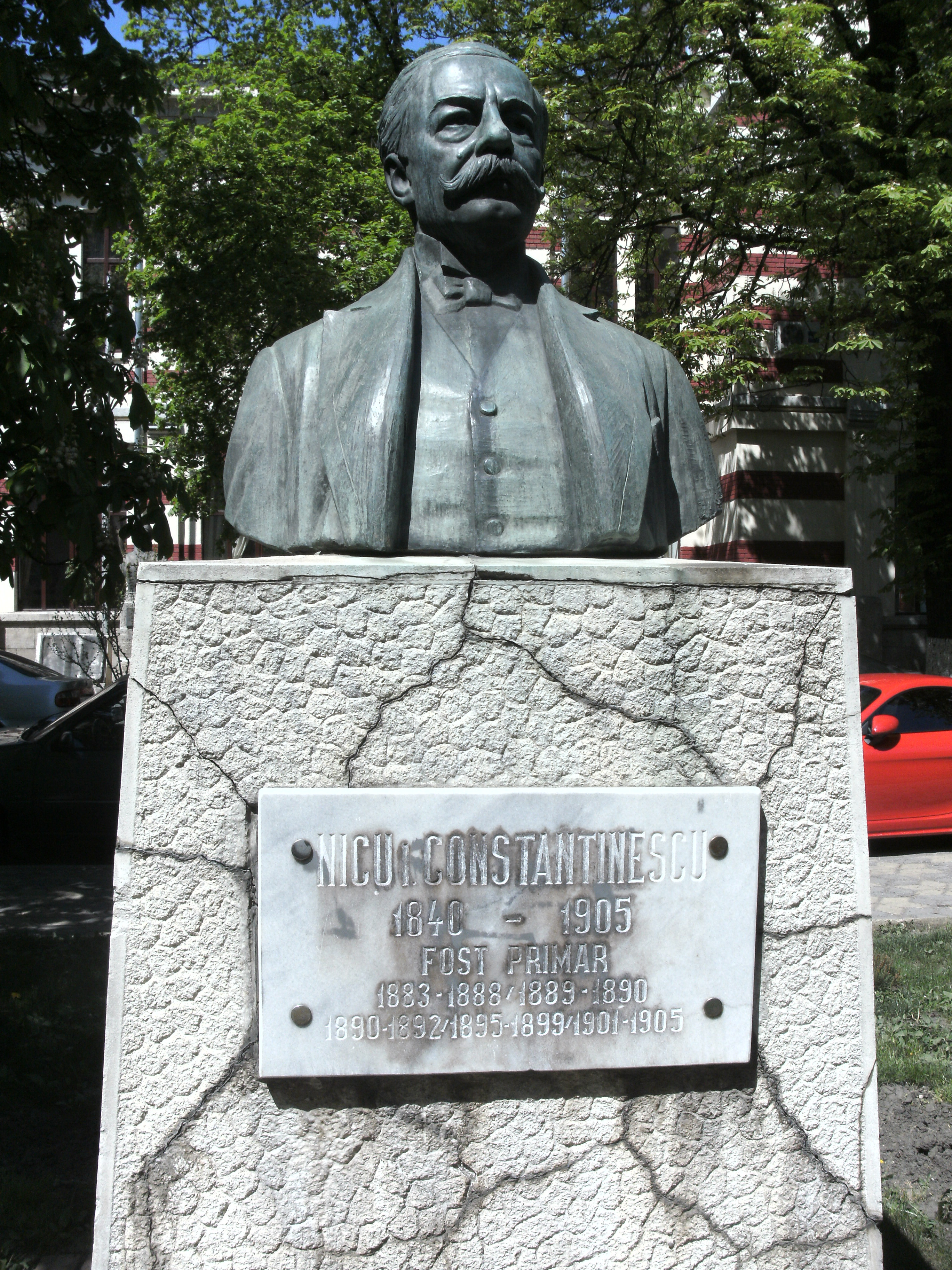
Bustul primarului Nicu Constantinescu, aflat în fața părculețului din Bulevardul Nicolae Bălcescu, Nr. 28, bulevard amenajat în timpul mandatelor sale.

În calitate de primar al orașului Buzău, întrucât primăria nu avea un sediu propriu, Constantinescu a comandat construirea în centrul orașului a Palatului Comunal, care este și astăzi clădirea-simbol a Buzăului. De asemenea, a asanat și a pavat oborul, s-a construit un abator modern și s-a ridicat hala de carne și pește (Bazarul) între anii 1896-1898. În 1890 s-a construit Bulevardul Parcului, devenit I.C. Brătianu, cunoscut astăzi sub numele de  Bulevardul Nicolae Bălcescu, care lega centrul orașului cu Parcul Crâng. O altă lucrare din timpul mandatelor sale a fost alimentarea cu apă curentă, în 1898, și iluminatul electric, în 1899. Și în Crâng au loc lucrări de sistematizare, se construiește bufetul în 1897 și se amenajează eleșteul în 1898. Centrul orașului și trotuarele de pe străzile principale s-au pavat cu dale. În timpul mandatelor sale s-au construit sedii pentru mai multe școli, inclusiv pentru liceul Al. Hâjdeu, astăzi denumit Colegiul Național Bogdan Petriceicu Hasdeu. Despre Palatul Comunal, Nicolae Iorga afirma în 1902: „Va fi, neîndoielnic, cea mai frumoasă primărie din țară și o podoabă de mare preț pentru Buzău.”pp.11

## În memoria sa

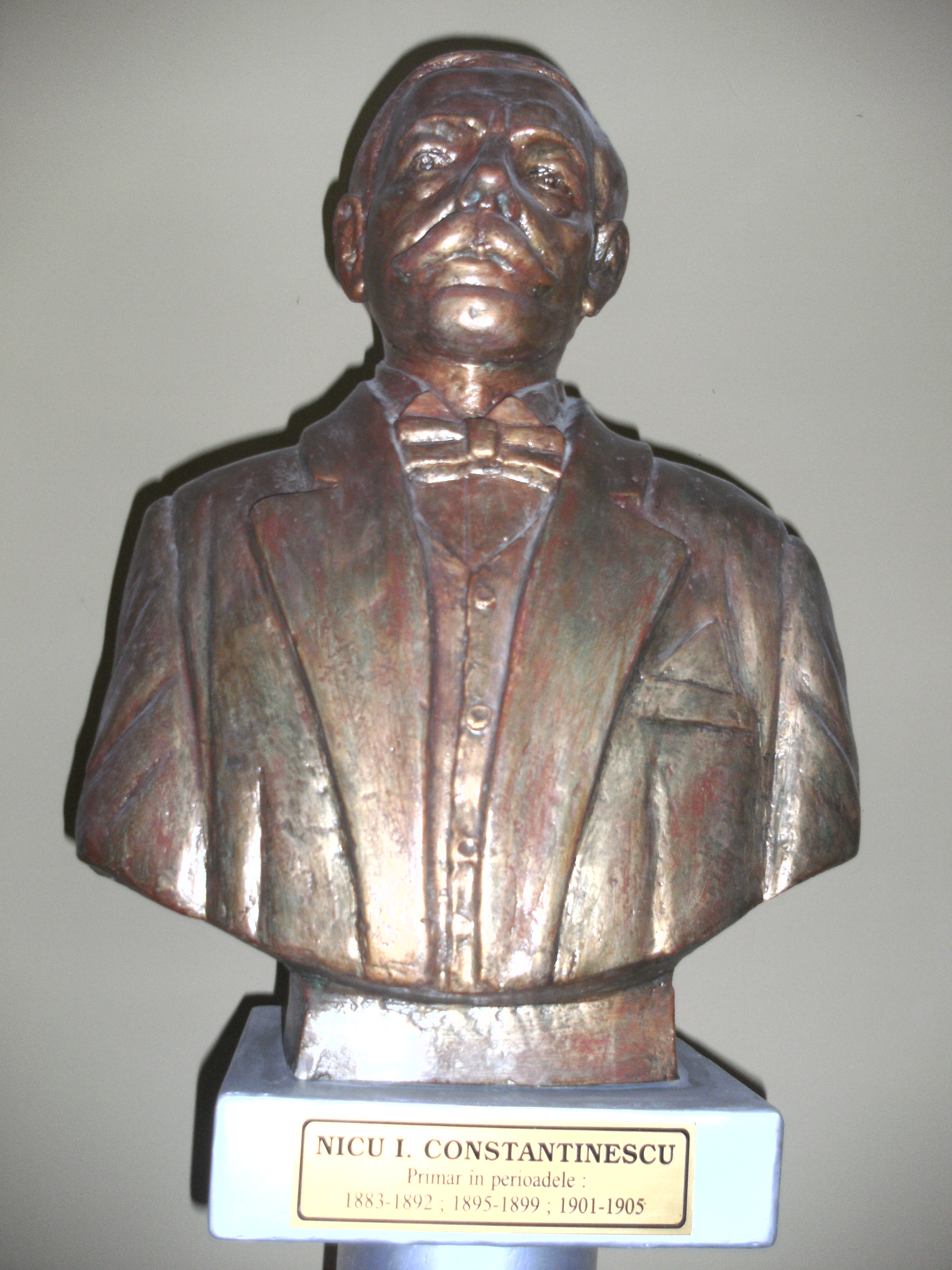
Bustul lui Nicu Constantinescu expus la sfârșitul scării principale a Palatului Comunal din Buzău.

În fața părculețului din Bulevardul Nicolae Bălcescu, Nr. 28, se află un monument cu bustul lui. O stradă din oraș îi poartă numele, iar în Palatul Comunal, Buzău, din octombrie 2016, Sala de Festivități se numește Sala Nicu Constantinescu. Cu această ocazie, la intrarea sălii, pe stânga, o fost montată o placă comemorativă cu un scurt istoric bilingv (română și engleză) a ceea ce primarul Nicu Constantinescu a realizat pentru orașul Buzău. Intrarea este flancată de busturile a doi dintre cei mai importanți primari pe care i-a avut municipiul Buzău, pe stânga Nicu Constantinescu, pe dreapta Stan Săraru.
A fost decorat cu Ordinul „Steaua României” în grad de cavaler, „Coroana României” în grad de cavaler și Comandor. A fost vicepreședinte din 1893 al Comitetului Ligii Culturale, secțiunea Buzău.pp.13
De asemenea Nicu Constantinescu este cetățean de onoare (post-mortem) al  Municipiului Buzău.